# Michał Szpak
Michał Szpak (Jasło, 26 novembre 1990) è un cantante polacco. Nel 2011 è ha partecipato alla prima edizione della versione polacca di X Factor, piazzandosi secondo. Nel 2015 ha partecipato alla versione polacca di Sanremo, il Festival di Opole, vincendo il primo premio con la canzone Jesteś bohaterem. In seguito alla sua controversa vittoria a Krajowe Eliminacja, ha rappresentato la Polonia all'Eurovision Song Contest 2016 con la canzone Color of Your Life.

## Biografia

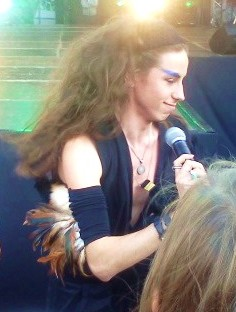
Michał Szpak a X Factor, 24 giugno 2011

Michał Szpak è nato a Jasło, nella Polonia meridionale. Ha due sorelle e un fratello. Sua sorella maggiore, Marlena, è una cantante di opera, soprano, di formazione italiana. Szpak ha iniziato a cantare all'età di 9 anni. Tra le sue influenze annovera i Queen, i Muse, Zbigniew Preisner, i Pink Floyd, David Bowie, Marilyn Manson e Michael Jackson. Al liceo Michał e un suo amico, Kamil Czapla, facevano parte del gruppo hard rock Whiplash. Contrariamente a sua sorella Marlena, Michał non ha mai seguito lezioni di canto.

## Carriera

### X Factor: gli esordi
Il 6 marzo 2011 Michał Szpak ha preso parte alla prima edizione della versione polacca del talent show X Factor, presentandosi alle audizioni cantando Dziwny jest ten świat di Czesław Niemen. Ha raggiunto la finale a tre, piazzandosi secondo dietro a Gienek Loska.
Il 17 giugno 2011 Szpak ha partecipato all'Orange Warsaw Festival alla Pepsi Arena di Varsavia. Tra il 4 settembre e il 6 novembre 2011 Szpak ha partecipato alla tredicesima edizione della versione polacca di Ballando con le stelle, intitolata Taniec z gwiazdami. Si è piazzato quinto nella competizione insieme alla partner Paulina Biernat.
Il 7 dicembre 2011 Szpak è stato ospite speciale al programma Top Model. Zostań modelką. Il 13 dicembre è uscito il suo EP di debutto, XI, contenente cinque tracce inedite in lingua polacca. Nell'estate del 2013 Michał Szpak ha partecipato al Festival della canzone russa a Zielona Góra, dove la sua performance del classico Oči čërnye gli ha regalato il primo posto.

### Il festival di Opole,Byle być sobąe l'Eurovision

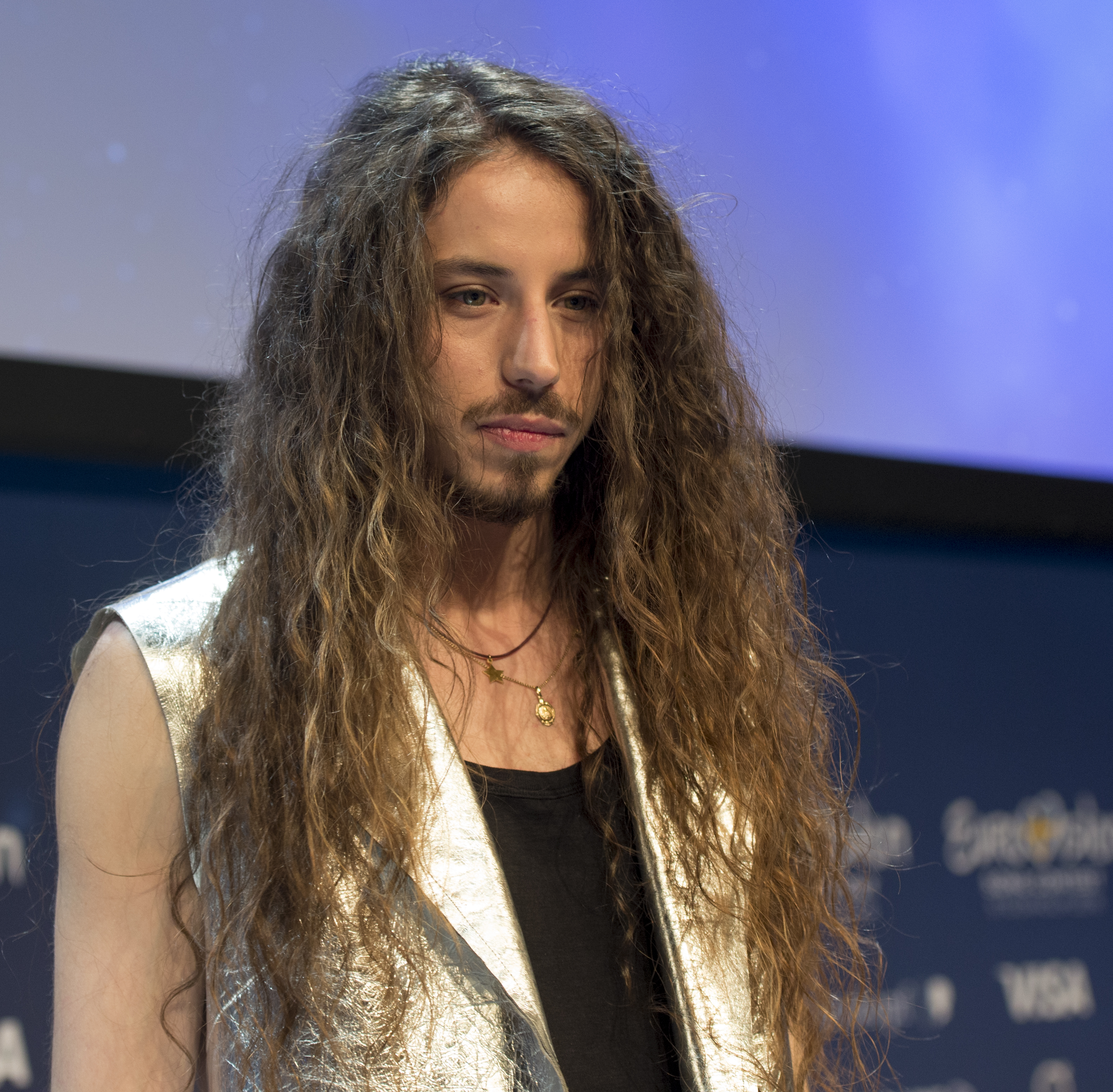
Michał Szpak a Stoccolma per l'Eurovision Song Contest, 4 maggio 2016

A giugno 2015 Michał Szpak ha preso parte al Festival nazionale della canzone polacca di Opole, dove la performance della sua canzone Jesteś bohaterem gli ha garantito il primo posto. Il singolo, pubblicato nella versione in inglese Real Hero, ha anticipato l'album di debutto di Szpak, Byle być sobą, pubblicato il 13 novembre 2015 attraverso l'etichetta discografica Sony Music Poland. L'album contiene dodici tracce, cantate in polacco e inglese. Il 16 febbraio 2016 è stato annunciato che una di esse, Color of Your Life, è stata scelta da Szpak per prendere parte al programma Krajowe Eliminacje, il cui vincitore avrebbe di diritto rappresentato la Polonia all'Eurovision Song Contest 2016.
In seguito all'annuncio delle canzoni partecipanti a Krajowe Eliminacje, la Polonia è schizzata al primo posto sui siti dei bookmarkers per la vittoria all'Eurovision grazie a Cool Me Down di Margaret, che, sempre secondo le previsioni, si sarebbe sfidata in un duello con un'altra partecipante di Krajowe Eliminacje, Edyta Górniak, per rappresentare la Polonia al contest europeo. Il programma di selezione nazionale polacco si è svolto la sera del 5 marzo 2016, e ha visto nove partecipanti. Il vincitore sarebbe stato deciso puramente attraverso un televoto. Alla fine della serata, Edyta Górniak è stata la terza più votata con il 18,49% dei televoti totali e Margaret la seconda con il 24,72%. Avendo ottenuto il 35,89% dei voti, è stato reso ufficiale che Michał Szpak avrebbe di diritto rappresentato la Polonia all'Eurovision Song Contest 2016 con Color of Your Life. Szpak ha cantato per secondo nella seconda semifinale, che si è tenuta il 12 maggio a Stoccolma, e si è qualificato per la finale del 14 maggio, ove si è classificato ottavo. Se nel voto della giuria Color of Your Life ha ottenuto solo 7 punti, posizionandosi 25º su 26 solo davanti alla Germania, il televoto lo ha premiato con 222 punti, mettendolo in terza posizione dietro a Russia e Ucraina.

## Discografia
- 2011 - XI EP
- 2015 - Byle być sobą
- 2018 - Dreamer